# Antoni Kozłowski (zm. 1844)
Antoni Kozłowski herbu Jastrzębiec (zm. 1844 w Malawie) – polski ziemianin.

## Życiorys
Był synem Antoniego Kozłowskiego (w 2. poł. XVIII wieku wojskowy) i Salomei z domu Krzyszkowskiej herbu Odrowąż (skarbnikówna bielska). Był synem Antoniego Kozłowskiego (1729–1801, wojskowy, ziemianin) i Salomei z domu Krzyszkowskiej. Jego braćmi byli Wincenty (zm. 1844), Florian (dziedzic Lipy Górnej i Dolnej), Anastazy (1778-1857) - w 1782 wszyscy czterej zostali wylegitymowani ze szlachectwa w sądzie ziemskim przemyskim.
Po ojcu przejął dobra Zabłotce, które posiadał do około 1839, a następnie odstąpił bratu Anastazemu.
Zmarł w 1844 w Malawie.